# Xârâcùù jezik
Xârâcùù jezik (anesu, canala, haraneu, kanala, xaracii; ISO 639-3: ane), jedan od dva xaracuu-xaragure, šire novokaledonske skupine kojim govore Xârâcùù-Kanaki na istočnoj obali Nove Kaledonije u komuni Canala. 3,780 govornika (1996 popis). Predaje se u osnovnoj školi.

## Vanjske poveznice
- Ethnologue (14th)
- Ethnologue (15th)